# U 2365
U 2365 war ein deutsches U-Boot vom Typ XXIII. Es wurde am Tag der bedingungslosen Kapitulation der Wehrmacht, dem 8. Mai 1945, im Kattegat selbstversenkt, 1955 gehoben und von der Bundesmarine unter dem Namen U Hai als Schulschiff eingesetzt, bis es 1966 in der Nordsee im Sturm unterging.

## Geschichte

### Einsatz bei der Kriegsmarine
Das Boot wurde am 2. März 1945 in Dienst gestellt und gehörte zur 4. U-Flottille. Aufgrund der sich überschlagenden Ereignisse der letzten zwei Kriegsmonate erfolgten bei der Kriegsmarine keine Einsätze mehr. Das Boot wurde schließlich gemäß dem lange bestehenden, allerdings von Großadmiral Dönitz noch am Abend des 4. Mai 1945 aufgehobenen Regenbogen-Befehl von seiner Besatzung am 8. Mai 1945 im Kattegat, nördlich der Insel Anholt, selbstversenkt. Zuvor war es aus der Geltinger Bucht mit Ziel Kristiansand ausgelaufen und wurde während der Fahrt mehrfach von englischen Fliegern angegriffen und beschädigt.
Der Kommandant ließ das Boot vorsichtig absinken, nachdem Ölbehälter geöffnet worden waren, damit sich deren Inhalt verteilt, um eine gewisse Rostschutzwirkung zu erreichen.
| Dienstgrad         | Name                | von          | bis         |
| ------------------ | ------------------- | ------------ | ----------- |
| Oberleutnant z. S. | Fritz-Otto Korfmann | 2. März 1945 | 2. Mai 1945 |
| Oberleutnant z. S. | Uwe Christiansen    | 3. Mai 1945  | 8. Mai 1945 |

### Einsatz bei der Bundesmarine
Das Bundesverteidigungsministerium erteilte der Hamburger Bergungsfirma Beckedorf nach der Aufhebung des Besatzungsstatuts am 5. Mai 1955 den Auftrag, das im Kattegat nahe der Insel Anholt auf dem Meeresgrund liegende U 2365 ausfindig zu machen und zu heben.
Im Juni 1956 wurde das U-Boot aus mehr als 50 m Wassertiefe wieder ans Tageslicht gehoben. Das Boot war dank der „Öl-Behandlung“ noch in erstaunlich gutem Zustand, so dass es in weniger als einem Jahr von den Kieler Howaldtswerken vollständig überholt und in leicht veränderter Ausführung an die Bundesmarine ausgeliefert werden konnte. Die Bugnase wurde für die Aufnahme eines neuen aktiven akustischen Ortungsgerätes abgeändert, außerdem bekam es eine Ankervorrichtung, die beim Typ XXIII nicht vorhanden gewesen war. Die Bundesmarine stellte es unter dem neuen Namen U Hai (S 170) am 15. August 1957 zuerst als Zielschiff in der U-Jagdausbildung und ab 1959 als Schul-U-Boot unter Führung von Kapitänleutnant Ehrhardt in Dienst. Heimathafen war zunächst Flensburg-Mürwik; später dann Neustadt in Holstein in der U-Bootlehrgruppe. In den 1960er Jahren erfolgten auch mehrere Umbauten sowie 1961 eine strömungsgünstigere Turmverkleidung und 1963 eine neue Antriebsanlage, welche das Boot um 1,45 m verlängerte.
| Dienstgrad         | Name                                              | von              | bis                |
| ------------------ | ------------------------------------------------- | ---------------- | ------------------ |
| Kapitänleutnant    | Ehrhardt                                          | 15. August 1957  | 15. Oktober 1958   |
| Kapitänleutnant    | Voß                                               | 16. Oktober 1958 | 16. Juli 1960      |
| Kapitänleutnant    | Emsmann                                           | 16. Juli 1960    | 31. Juli 1963      |
| Oberleutnant z. S. | E.-D. Jung                                        | 1. August 1963   | 22. März 1964      |
| Oberleutnant z. S. | Wolf D. Rehse                                     | 22. März 1964    | 30. Juni 1966      |
| Oberleutnant z. S. | Joachim-Peter Wiedersheim (mit dem Boot gesunken) | 1. Juli 1966     | 14. September 1966 |

### Untergang
Während einer Überwasserfahrt innerhalb eines Ausbildungsverbandes mit Ziel Aberdeen sank U Hai im Sturm  am 14. September 1966 in der Nordsee, etwa 138 sm nordwestlich von Helgoland im Gebiet der Doggerbank auf 40 m Tiefe. Von den 20 Mann Besatzung wurde nur der Koch (Smut), Obermaat Peter Silbernagel (1943–2013), nach 14 Stunden von dem englischen Fischtrawler St. Martin aus der Nordsee gerettet. Die anderen 19 Mann starben.
Die Unfallursache lag in einem fehlerhaft umkonstruierten Ansaugstutzen für den Dieselmotor; außerdem waren die Dienstvorschriften nicht an die durch den Umbau notwendig gewordene veränderte Handhabung angepasst worden.
Das Wrack wurde fünf Tage später durch den Bergekran Magnus III gehoben, zur Untersuchung nach Emden geschleppt und dort abgewrackt; am 24. September 1966 erfolgte die offizielle Außerdienststellung.
| Dienstgrad         | Name                      |
| ------------------ | ------------------------- |
| Oberleutnant z. S. | Joachim-Peter Wiedersheim |
| Oberleutnant z. S. | Wilhelm Weise             |
| Oberleutnant z. S. | Hardmut Seemann           |
| Oberleutnant z. S. | Reinhold Bauer            |
| Oberbootsmann      | Manfred Bieling           |
| Oberbootsmann      | Rolf von Lindern          |
| Bootsmann          | Hubert Zigan              |
| Obermaat           | Hans-Jürgen Wiecek        |
| Obermaat           | Rainer Feld               |
| Obermaat           | Hans-Jürgen Muth          |
| Maat               | Edgar Kup                 |
| Maat               | Edwin Adamietz            |
| Maat               | Wolfgang Weiss            |
| Obergefreiter      | Klaus Gerdewischke        |
| Obergefreiter      | Erwin Jungbeck            |
| Obergefreiter      | Norbert Keske             |
| Gefreiter          | Martin Lehnhardt          |
| Gefreiter          | Gerhard Ramsauer          |
| Gefreiter          | Herbert Penth             |

## Gedenken

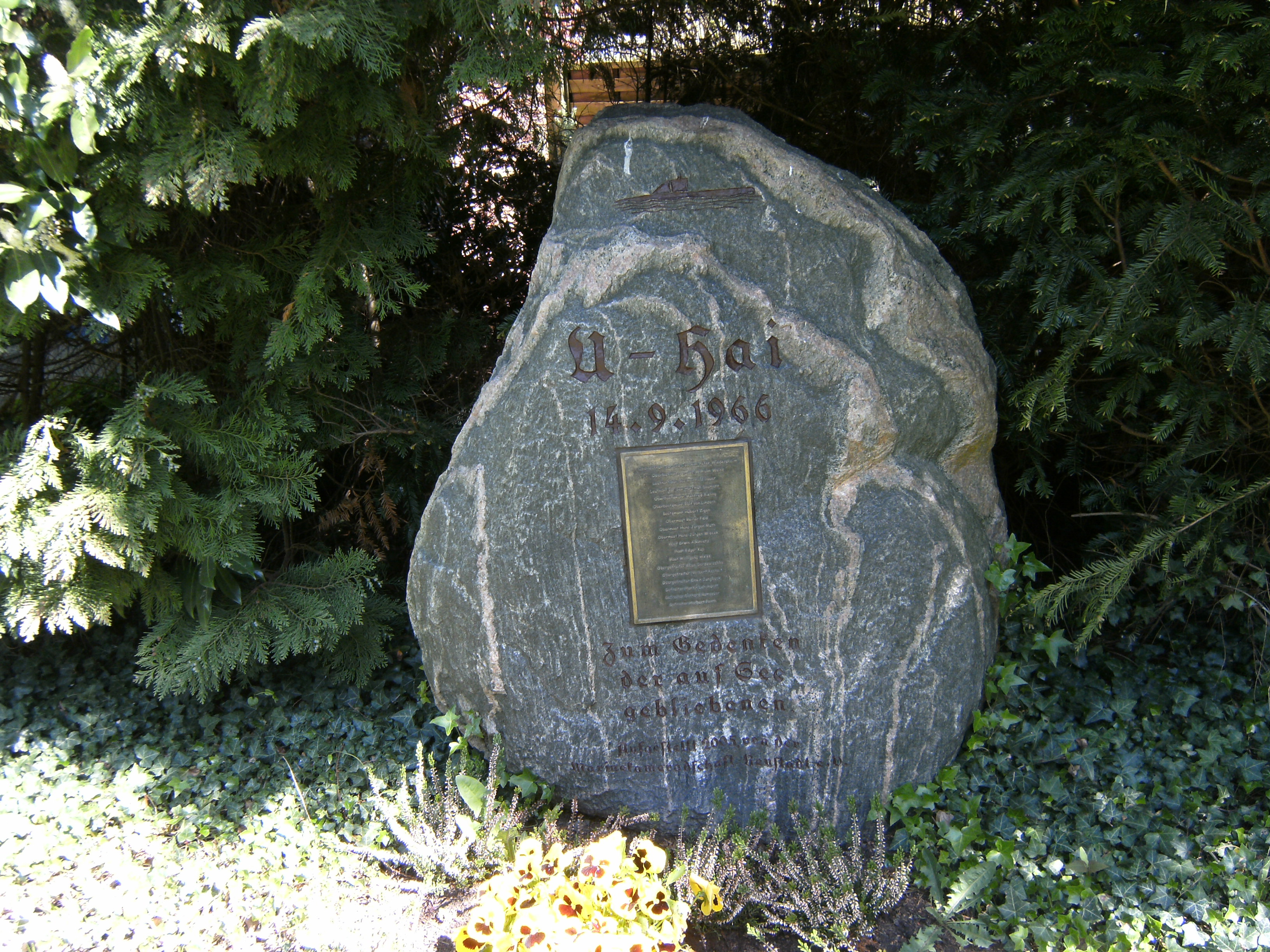
Gedenkstein auf dem evangelischen Südfriedhof in Neustadt in Holstein

Die Schiffsglocke von U Hai war in der Halle des Marine-Ehrenmals Laboe ausgestellt. Sie wurde in den 1970er Jahren von Unbekannten entwendet, seitdem befindet sich dort eine Nachbildung.
Ein Gedenkstein auf dem evangelischen Südfriedhof in Neustadt in Holstein erinnert an die am 14. September 1966 Ertrunkenen der U-Boot-Mannschaft. Einige Gräber mit Hinweis auf U Hai befinden sich auf dem Nordfriedhof Kiel. Das Grab von Joachim-Peter Wiedersheim befindet sich auf dem Friedhof seines Heimatorts Kressbronn am Bodensee.
Jochen Racks Erzählung Der Untergang des U-Bootes Hai (Amazon Kindle Singles 2016) erzählt von der Tragödie.